# سينارة سوداء
سينارة سوداء (الاسم العلمي: Cinara nigra) هي نوع من الحشرات تتبع جنس السينارة من فصيلة المنية.